# Lyden af Louis' venner
|  | Denne artikel er oprettet af botten PalnaBot ud fra en ekstern database. Den kan derfor have sproglige fejl eller mangler. Denne skabelon kan fjernes efter kontrol af indholdet. |

Lyden af Louis' venner er en film instrueret af Kristian Nordentoft.

## Handling
Vi finder Louis i et stort værksted fyldt med værdifuldt skrammel. I hans smadrede kassevogn tager vi til Aarhus for at besøge den første ven ud af mange. Historien byder på halvflade dæk på motorvejen, blodtørstige hunde på den jyske savanne, en dræsine i fuld fart mod Haveforeningen Brabrand og lystig snak om anarkisme over en bogstavelig talt rygende grill.